# Groot-China
Groot-China is een term van het gebied dat bestaat uit het Vasteland van China, Hongkong, Macau en Taiwan. Het Vasteland van China, Hongkong en Macau worden bestuurd door de Volksrepubliek China, maar opgeëist door de Republiek China (Taiwan); Taiwan wordt bestuurd door de Republiek China, maar opgeëist door de Volksrepubliek China. "Groot-China" is een neutrale term die beide entiteiten omvat; technisch gezien is de term equivalent aan "China", maar omdat China in het dagelijkse taalgebruik vaak eerder geïdentificeerd wordt met het Vasteland van China of ten minste met de Volksrepubliek China, is de term Groot-China minder ambigu.
Groot-China
| Vlag | Naam     | Hoofdstad | Oppervlakte   | Munteenheid       | Verkeer | Ex-kolonisator       | Status                         |
| ---- | -------- | --------- | ------------- | ----------------- | ------- | -------------------- | ------------------------------ |
|      | China    | Peking    | 9.596.961 km² | Chinese renminbi  | Rechts  | Japan (gedeeltelijk) | Onafhankelijk                  |
|      | Hongkong | -         | 1.104 km²     | Hongkongse dollar | Links   | Groot-Brittannië     | Speciale Administratieve Regio |
|      | Macau    | -         | 30 km²        | Macause pataca    | Links   | Portugal             | Speciale Administratieve Regio |
|      | Taiwan   | Taipei    | 35.980 km²    | Taiwanese dollar  | Rechts  | Japan                | Niet-erkende staat             |

Naast deze gebieden is het Chinees ook in Singapore een officiële taal. Op Christmaseiland woont een Chinese meerderheid, en in Maleisië is er een aanzienlijke Chinese minderheid. Deze gebieden worden niet tot Groot-China gerekend, maar wel tot het meer omvattende begrip "Chineestalige wereld".